# Boris Said
Statistiques en NASCAR Cup Series
Dernière mise à jour : 28 mars 2022 
Boris Said (né le 18 septembre 1962 à New York, État de New York) est un pilote américain de NASCAR participant à la Sprint Cup. Il pilote la voiture no 60 jusqu'en 2008 puis la no 08 en 2009.

## Palmarès
- Champion de Trans-Am Series en 2002
- Vainqueur des Rolex Sports Car Series dans la catégorie SGS en 2004
- Vainqueur des 24 Heures du Nürburgring en 2005
- Vainqueur des 6 Heures de Watkins Glen en 2006 avec Jörg Bergmeister et le Krohn Racing